# دی‌کلر تری‌اکسید
دی‌کلرین تری‌اکسید (به انگلیسی: Dichlorine trioxide) با فرمول شیمیایی Cl۲O۳ یک ترکیب شیمیایی با شناسه پاب‌کم ۱۶۷۶۶۱ است. که جرم مولی آن 118.903 g/mol می‌باشد. شکل ظاهری این ترکیب، جامد قهوه‌ای تیره است.